# Sköntorpsgården

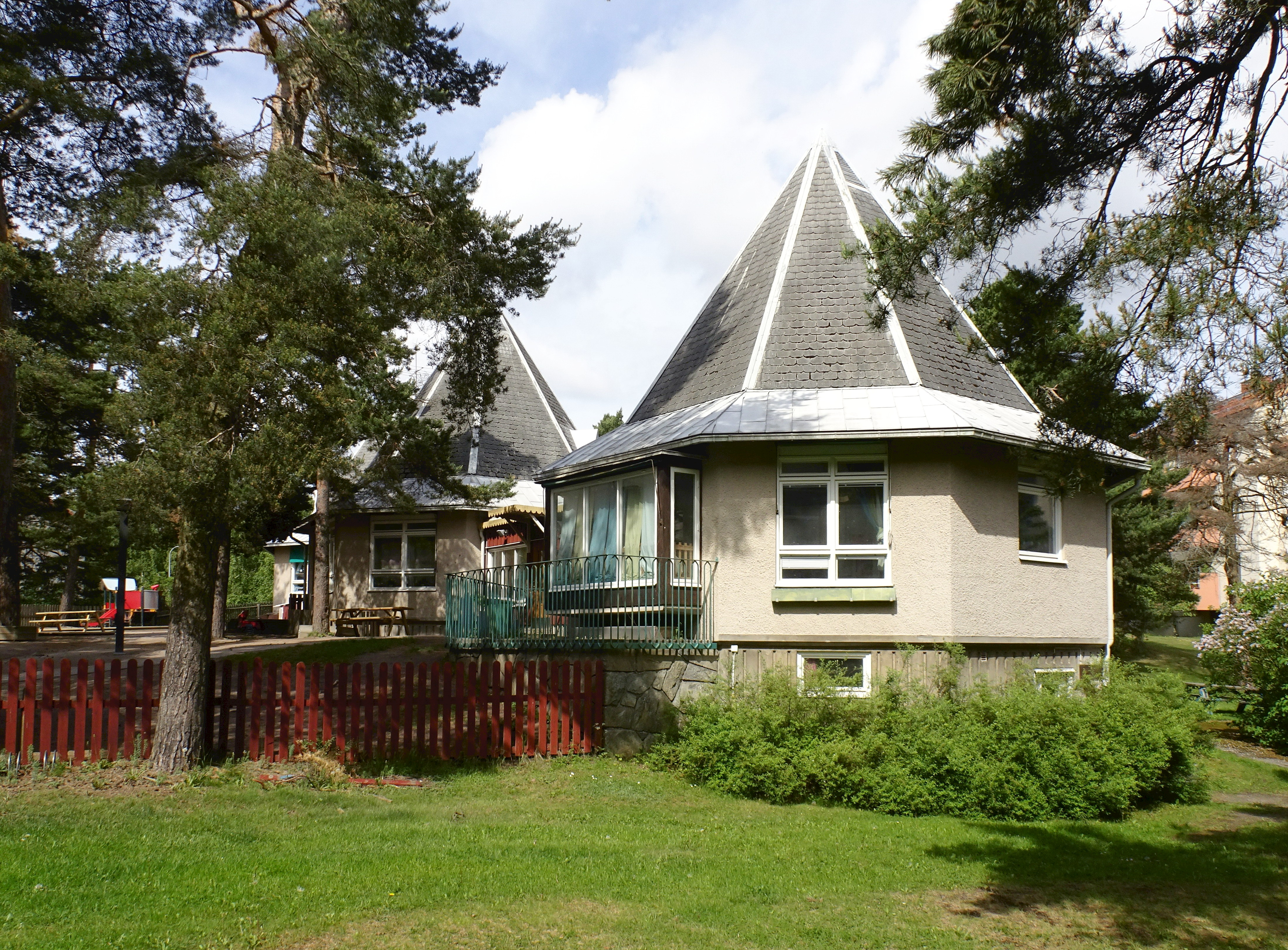
Sköntorpsgården, Årsta, i juni 2017.

Sköntorpsgården är ett daghem i kvarteret Lockvattnet vid Kolsnarsvägen 6–8 i stadsdelen Årsta i södra Stockholm. Anläggningen uppfördes åren 1947–1948 efter ritningar av arkitekt Axel Grönwall. Byggnaden är blåklassad av Stadsmuseet i Stockholm, vilket innebär att bebyggelsens kulturhistoriska värde av stadsmuseet anses motsvara fordringarna för byggnadsminnen i Kulturmiljölagen.

## Beskrivning

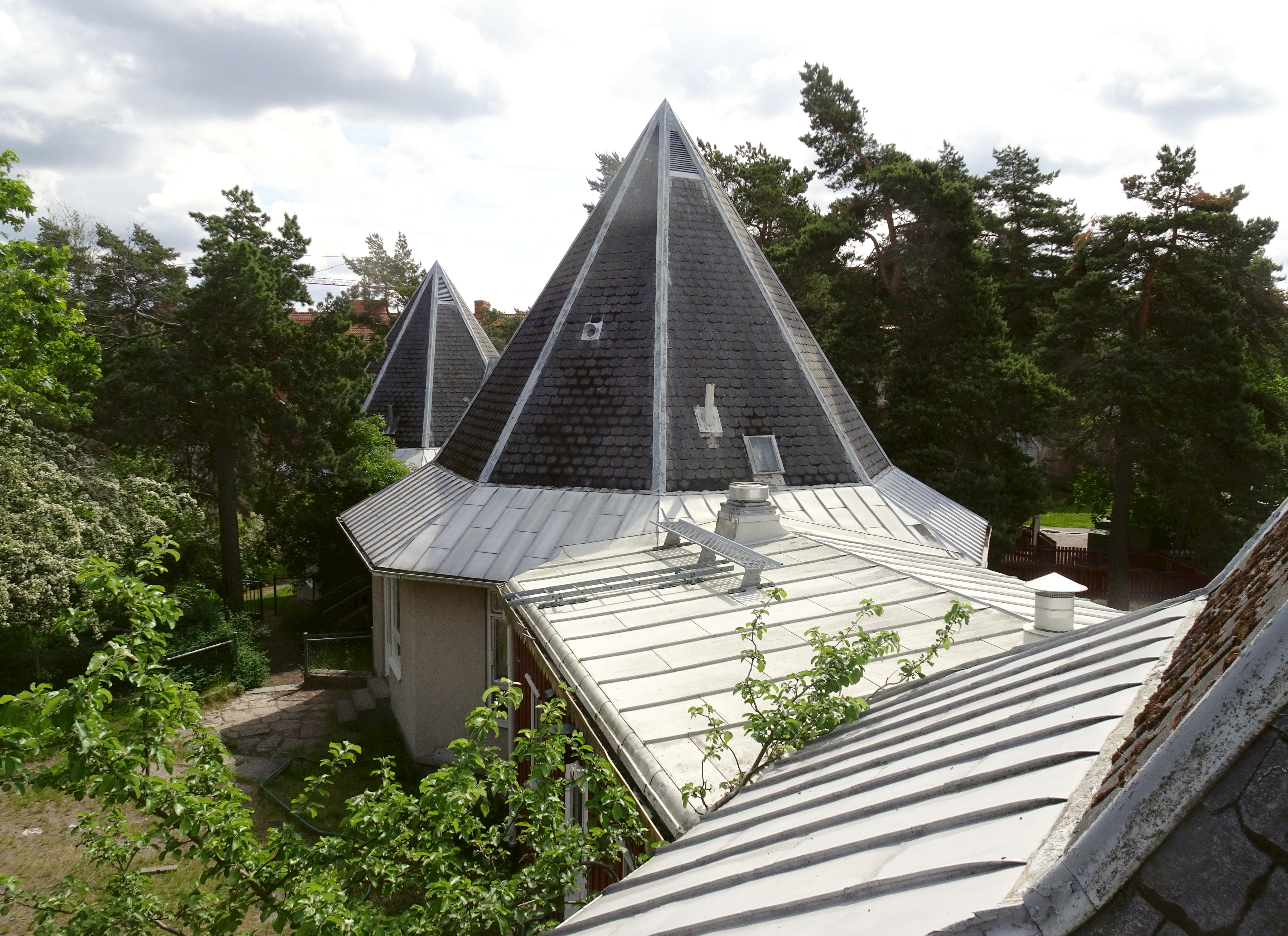
Taken.

Stadsplanen för kvarteret Lockvattnet vann laga kraft i november 1945. Utöver bebyggelse med bostadshus skulle även en barnstuga rymmas på tomten. Beställare var Svenska Riksbyggens Bostadsrättsförening Stockholmshus nr 8 och uppdraget att rita barnstugan gick till arkitektkontoret Grönwall & Hirsch med Axel Grönwall och partnern Ernst Hirsch som ansvariga arkitekter. 
Projekteringen började redan i augusti 1946. Kontoret Grönwall & Hirsch ritade en fantasirik och lekfull anläggning bestående av fyra genom förbindelsebyggnader hoplänkade, åttkantiga hus som anordnades på tomten i en svag böj. Husen, som kallas på arkitektritningen för "Block I–IV", byggdes i en våning och avslutas med ett högt pyramidtak, täckt med skifferplattor respektive aluminiumplåt. Fasaderna är uppförda av tegel som slammats med tunnputs i varmvit kulör. Block III och IV har källarvåning och Block I fick en entrésol med takfönster.
I husen rymdes bland annat sovrum, lekrum, avdelning för eftermiddagsbarn och spädbarn samt toaletter och kapprum. Länkbyggnaderna har faluröda fasader av locklistpanel och svagt lutande sadeltak. Här anordnades bland annat entréer till de olika avdelningar, expedition, kök och barnvagnsgarage. På grund av husens speciella formgivning (liknande hyddor) fick barnhemmet snart smeknamnet ”negerbyn”.
Här har barn gått på daghem respektive i förskola sedan husen byggdes och Sköntorpsgården är därmed en av Stockholms äldsta, fortfarande i drift varande, förskolor. Idag drivs Sköntorpsgården i privat regi av Kulturkrabaten Förskolor AB.

## Kulturhistorisk klassificering
Sköntorpsgårdens byggnader har ett kulturhistoriskt värde motsvarande fordringarna för byggnadsminnen i kulturminneslagen. Värderingen / motiveringen var:
| ” | Inom fastigheten Lockvattnet 6 finns en välbevarad daghemsbyggnad från 1940-talet uppförd efter ritningar av arkitekt Axel Grönwall. Daghemmet är med sin särpräglade och variationsrika utformning troligen unikt i Stockholms stad och har ett arkitekturhistoriskt värde. Byggnaden har sedan den uppfördes använts som daghem, vilket även ger ett kontinuitetsvärde. | „ |

## Bilder

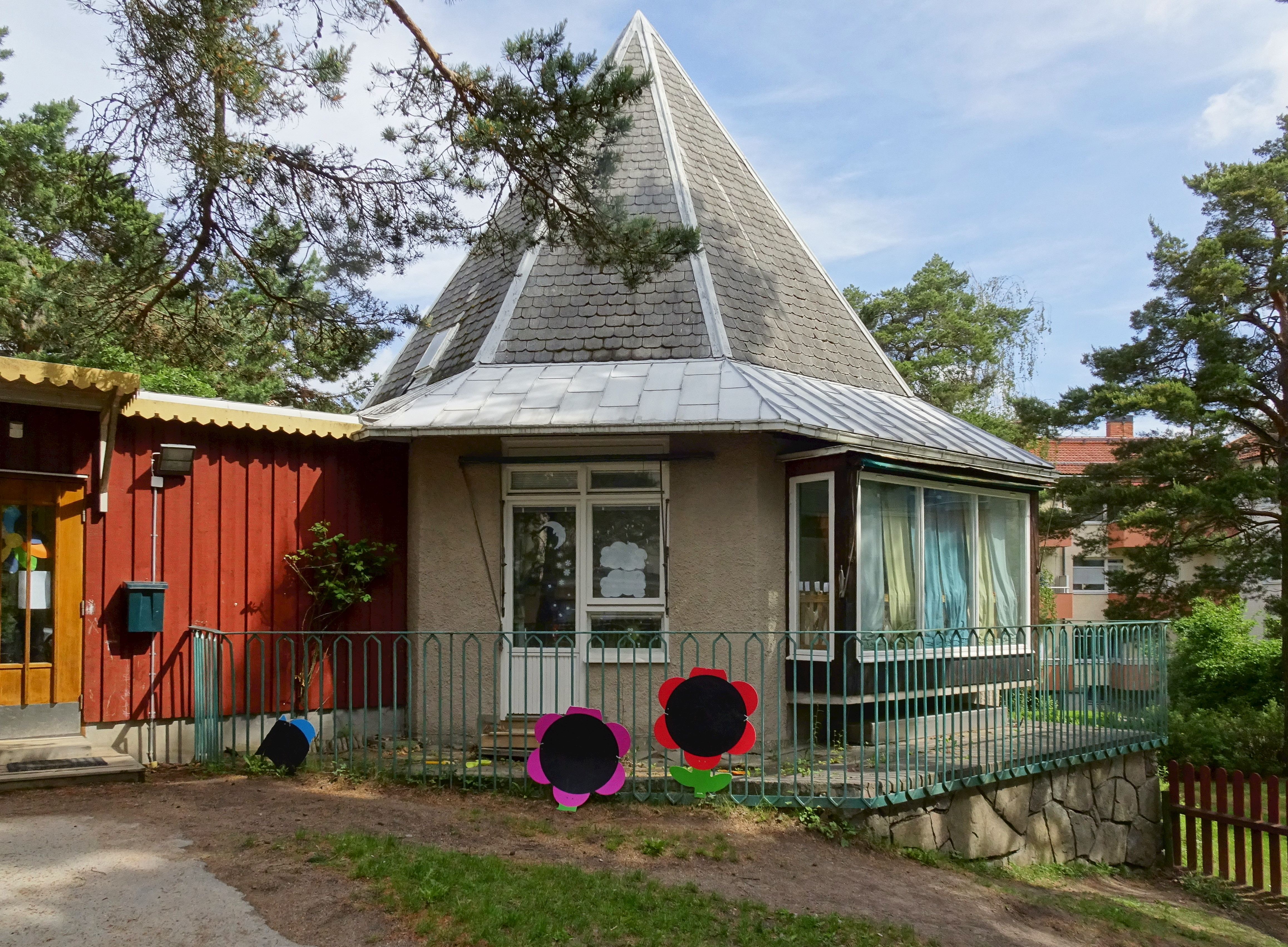
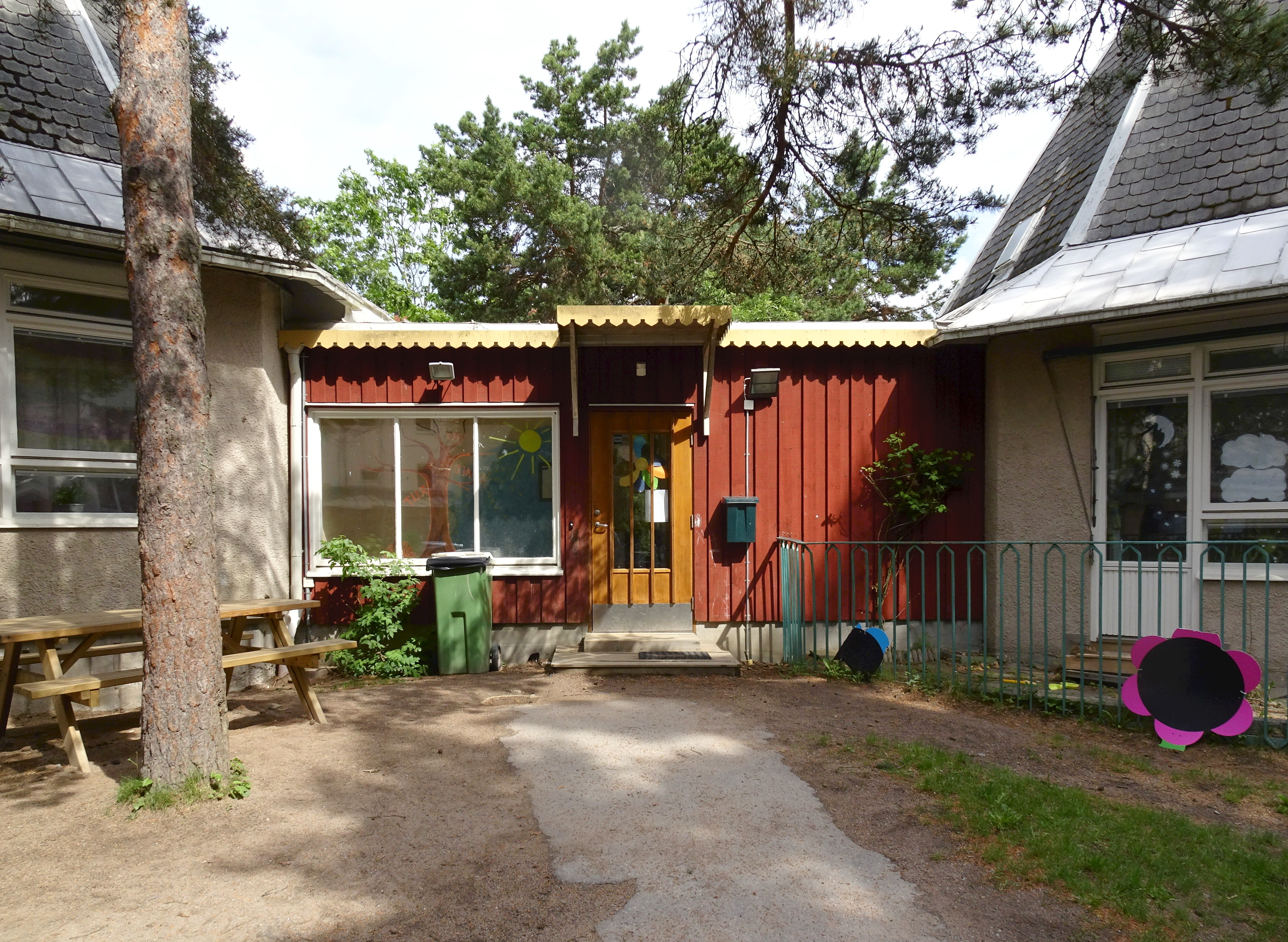
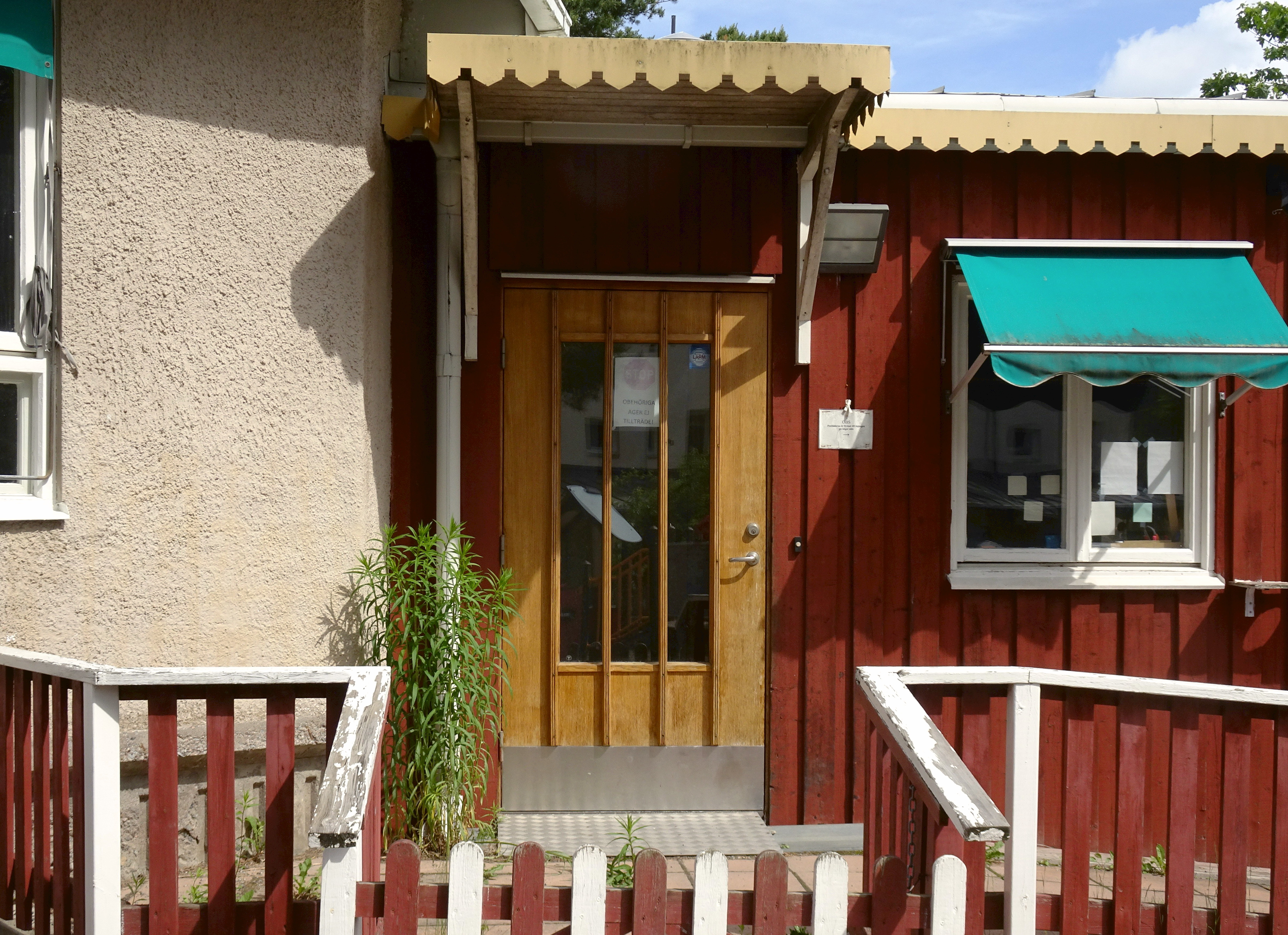
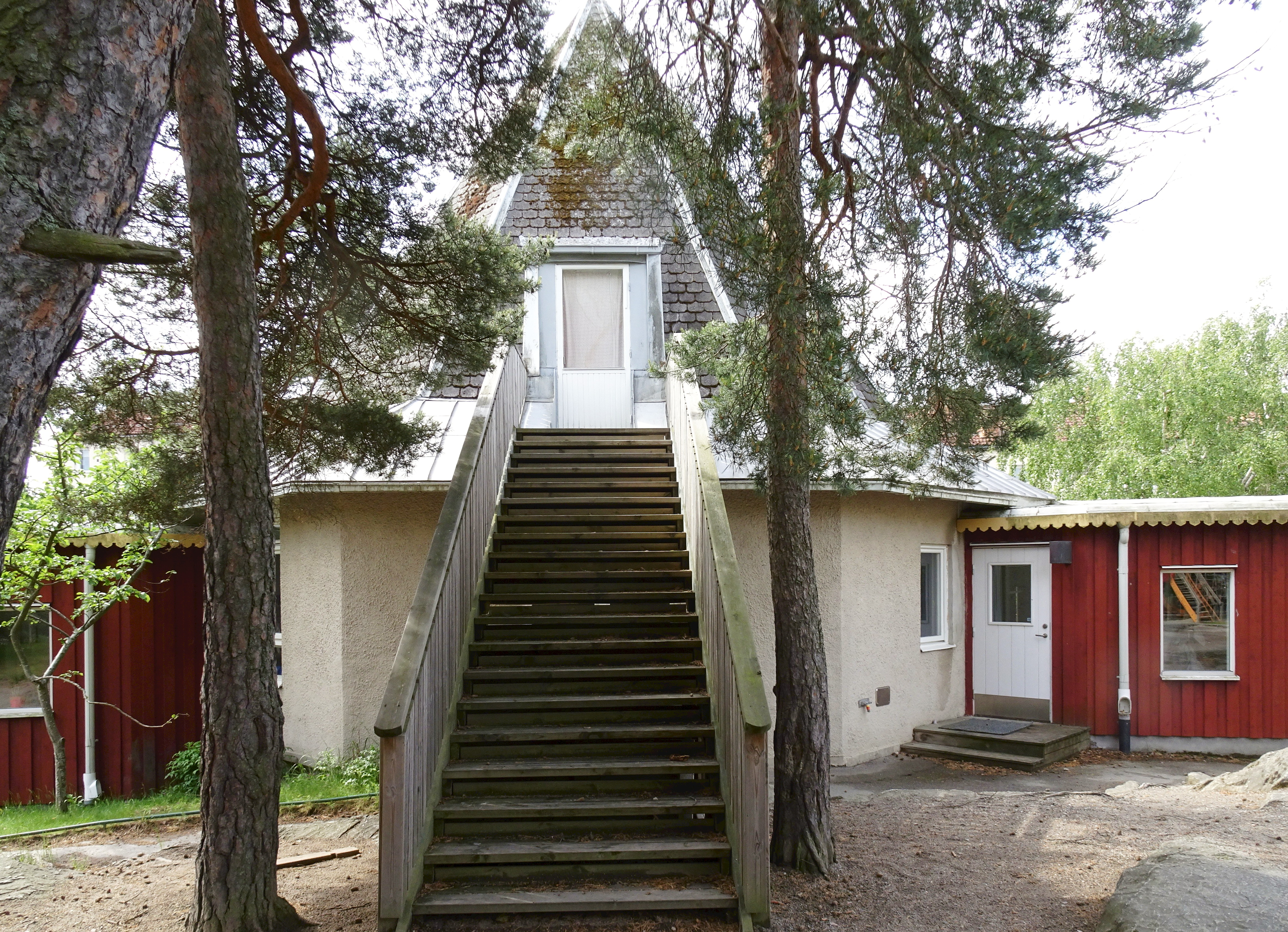